# Demand Characteristics
Demand Characteristics (Anforderungsmerkmale, Aufforderungsmerkmale, Reize) ist ein Ausdruck aus der experimentellen Psychologie und umfasst den durch die Versuchspersonen subjektiv empfundenen Anforderungsgehalt der jeweiligen experimentellen Situation ("Hypothese, was die Versuchsperson denkt, tun zu müssen"). Demand characteristics können die Validität von Experimenten im negativen Sinne beeinflussen bzw. beeinträchtigen. Das Konzept wurde von Martin T. Orne (1962) vorgeschlagen.
Es lassen sich nach Orne vier Typen von Versuchspersonen unterscheiden:
1. die „gute Versuchsperson“ versucht, die Untersuchungshypothese unter Rückgriff auf die „demand characteristics“ zu erraten und sich ihr gemäß zu verhalten, so dass sie dazu beitragen kann, die Erwartungen der Untersuchung zu erfüllen,
2. die „negativistische Versuchsperson“ versucht ebenfalls, die Hypothese zu erraten, sich aber dann mit Absicht so verhält, dass sie die Hypothese widerlegt oder ihre Bewährung zu sabotieren versucht,
3. die „um ihre Bewertung bemühte Versuchsperson“, die einen guten Eindruck (auf den Versuchsleiter) machen möchte und die daher für Verzerrungen wie die soziale Erwünschtheit von Antworten besonders anfällig ist,
4. den Idealtyp der „ehrlichen Versuchsperson“, die sich ausschließlich auf eine genaue Befolgung der Instruktionen verlässt und Hypothesenbildung und -suche weitgehend unterlässt.